# Белая (приток Кагальника)
Белая — река в России, протекает в Ростовской области; левый приток реки Кагальник в 77 км от её устья. Длина реки — 73 км, площадь водосборного бассейна — 503 км².

## Описание
Река Белая берёт начало севернее хутора Александров Морозовского района Ростовской области. Протекая по границе Морозовского и Цимлянского районов, пересекает хутор Ломовцев Цимлянского района и далее протекает по Константиновскому району Ростовской области. Проходит рядом с хутором Суворов, посёлком Белоковыльный и хутором Белянский, после которого образует озеро и далее впадает в реку Кагальник, являясь его левым притоком.

## Данные водного реестра
По данным государственного водного реестра России относится к Донскому бассейновому округу, водохозяйственный участок реки Дон. Речной бассейн реки — Дон (российская часть бассейна).
Код объекта в государственном водном реестре — 05010301012107000010635.